# Ayase
Ayase (jap. 綾瀬市 Ayase-shi) – miasto w Japonii, w prefekturze Kanagawa, na wyspie Honsiu. Ayase jest jednym z „miast specjalnych” (jap. 特例市 tokurei-shi).

## Położenie
Miasto leży w centrum prefektury Kanagawa. Graniczy z:
- Ebiną
- Fujisawą
- Yamato

## Historia
- 1 kwietnia 1889 roku – w powiecie Kōza powstała wioska Ayase w wyniku połączenia ośmiu mniejszych wiosek[1].
- 1 kwietnia 1945 roku – Ayase zdobyło status miasteczka („chō”)[1].
- 1 listopada 1978 roku – Ayase zdobyło status miasta[1].

## Populacja
Zmiany w populacji Ayase w latach 1970–2015:
| Rok  | Populacja |
| ---- | --------- |
| 1970 | 24 960    |
| 1975 | 50 367    |
| 1980 | 65 078    |
| 1985 | 71 152    |
| 1990 | 77 926    |
| 1995 | 80 680    |
| 2000 | 81 019    |
| 2005 | 81 767    |
| 2010 | 83 167    |
| 2015 | 84 460    |